# Stazioni di Cyanidium caldarium di Pozzuoli
Stazioni di Cyanidium caldarium di Pozzuoli este o arie protejată (arie specială de conservare — SAC, sit de importanță comunitară — SCI) din Italia întinsă pe o suprafață de 4,26 ha, integral pe uscat.

## Localizare
Centrul sitului Stazioni di Cyanidium caldarium di Pozzuoli este situat la coordonatele 40°49′47″N 14°08′33″E / 40.829722°N 14.1425°E.

## Înființare
Situl Stazioni di Cyanidium caldarium di Pozzuoli a fost declarat sit de importanță comunitară în mai 1995 pentru a proteja 8 specii de animale. Situl a fost protejat și ca arie specială de conservare în mai 2019.

## Biodiversitate
Situată în ecoregiunea mediteraneană, aria protejată conține 1 habitat natural: Câmpuri de lavă și excavații naturale.
La baza desemnării sitului se află mai multe specii protejate:
- păsări (6): pescăruș albastru (Alcedo atthis), găinușă de baltă (Gallinula chloropus), sfrâncioc roșiatic (Lanius collurio), sitar de pădure (Scolopax rusticola), turturică (Streptopelia turtur), sturz-cântător (Turdus philomelos)
- mamifere (2): liliacul mare cu potcoavă (Rhinolophus ferrumequinum), liliacul mic cu potcoavă (Rhinolophus hipposideros)

Pe lângă speciile protejate, pe teritoriul sitului au mai fost identificate 1 specie de plante.